# Mâhidevrân

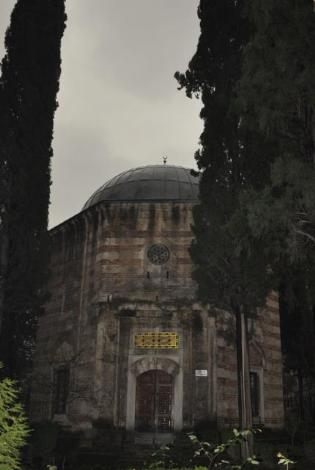
Grobowiec Mâhidevrân i Mustafy w Bursie

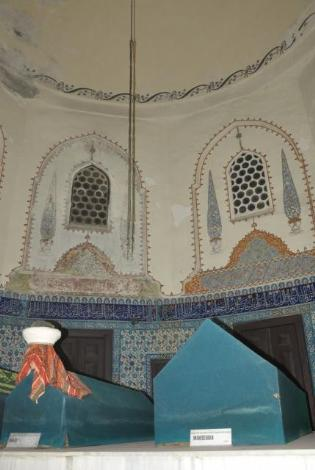
Wnętrze grobowca Mâhidevrân i Mustafy

Mâhidevrân Gülbahar, Mâhidevrân (osmańskotur. ماه دوران سلطان; ur. 1500, zm. 3 lutego 1581) – konkubina osmańskiego sułtana Sulejmana, matka Mustafy (następcy tronu). Pochodziła prawdopodobnie z Albanii lub Czarnogóry
Nieznane są imiona rodziców ani jej imię, które nosiła przed przybyciem do haremu. Wykluczyć natomiast można jej królewskie pochodzenie. Plotka o jej królewskim pochodzeniu wynikała z tego, że jako konkubina sułtańska, niewolnica miała szeroki wachlarz uprawnień, m.in. mogła udzielać się charytatywnie. 
Znana była również jako Gülbahar, Gülbehar, Gülfrem, Gülden. Jej imię z osmańskotureckiego znaczy „ta, która jest zawsze piękna”, „ta, której uroda nigdy nie przemija” lub „piękno wszech czasów”. Sulejman nazywał ją Gülbahar (gül: róża; bahar: wiosna).
Przyszłemu sułtanowi (wówczas księciu) Mâhidevrân urodziła księcia Mustafę (1515). Często przypisuje się jej także dzieci takie jak sułtanka Raziye czy książę Ahmed. W rzeczywistości jednak żadne z nich nie było jej dzieckiem z prostej przyczyny - Raziye przyszła na świat w Manisie w 1513 roku. Istnieje zapisek haremowy, z którego wynika, że do 1515 roku pensję w wysokości pięciu asper dziennie otrzymywały trzy konkubiny. Dwie pozostałe otrzymywały pensję w wysokości czterech asper. Owa pensja w przypadku Mahidevran wzrosła w 1515 roku, a zatem po narodzinach Mustafy. Wcześniej ani później takiego wzrostu nie odnotowano. Z kolei wspominany przez wielu książę Ahmed nigdy nie istniał. 
Kilka miesięcy po koronacji w 1520 roku do haremu sułtana Sulejmana sprowadzono rusińską niewolnicę Roksolanę (pochodzącą z terenów ówczesnej Rzeczypospolitej, a dzisiejszej Ukrainy), porwaną przez Tatarów. Roksolana stała się najpierw faworytą sułtana, a później jego prawowitą żoną. Urodziła ona pierwszego syna Mehmeda w roku 1521 (zmarł w 1543). Nieustająca rywalizacja pomiędzy obiema kobietami była częściowo tłumiona przez Ayşe Hafsę, matkę sułtana Sulejmana Wspaniałego. W 1533 roku Mustafa objął w zarząd prowincję Manisę i Mâhidevrân wraz z nim opuściła Eski Saray. 
Mâhidevrân otrzymała w 1521 roku tytuł Baş Kadın/Baş Hatun. Tytuł ten przysługiwał matce najstarszego żyjącego księcia. W rzeczywistości nigdy nie była sułtanką, ponieważ nie została wzniesiona do rangi Valide lub Haseki
.

## W kulturze
Mâhidevrân jest ważną postacią w tureckim hicie eksportowym Wspaniałe stulecie. W rolę tę wcieliła się Nur Fettahoğlu.